# Promozione 1974-1975
Nella stagione 1974-1975, la Promozione era il quinto livello del calcio italiano (il primo livello regionale). 
Il campionato è strutturato in vari gironi all'italiana su base regionale, gestiti dai Comitati Regionali di competenza. Promozioni alla categoria superiore e retrocessioni in quella inferiore non erano sempre omogenee; erano quantificate all'inizio del campionato dal Comitato Regionale secondo le direttive stabilite dalla Lega Nazionale Dilettanti, ma flessibili, in relazione al numero delle società retrocesse dal Campionato Interregionale e perciò, a seconda delle varie situazioni regionali, la fine del campionato poteva avere degli spareggi sia di promozione che di retrocessione. In Basilicata e in Umbria il primo livello regionale nella stagione 1974-1975 continuò ad essere la Prima Categoria.

## Campionati
- Promozione Abruzzo 1974-1975
- Promozione Calabria 1974-1975
- Promozione Campania-Molise 1974-1975
- Promozione Emilia-Romagna 1974-1975
- Promozione Friuli-Venezia Giulia 1974-1975
- Promozione Lazio 1974-1975
- Promozione Liguria 1974-1975
- Promozione Lombardia 1974-1975
- Promozione Marche 1974-1975
- Promozione Piemonte-Valle d'Aosta 1974-1975
- Promozione Puglia 1974-1975
- Promozione Sardegna 1974-1975
- Promozione Sicilia 1974-1975
- Promozione Toscana 1974-1975
- Promozione Trentino-Alto Adige 1974-1975
- Promozione Veneto 1974-1975

Questi invece sono i massimi campionati regionali disputati nella stagione 1974-1975 nelle regioni dove non era ancora stato istituito il campionato di Promozione:
- Prima Categoria Basilicata 1974-1975
- Prima Categoria Umbria 1974-1975

## Regolamento
La normativa F.I.G.C. in vigore dalla stagione sportiva 1969-70 stabiliva che, in caso di assegnazione di un titolo sportivo (promozione o retrocessione), alla fine del campionato si sarebbe dovuto:
1. disputare una gara di spareggio in campo neutro in caso di attribuzione del primo posto in classifica
2. non disputare una gara di spareggio ma prendere in considerazione la differenza reti generale in caso di una o più società da classificare per stabilire una o più società retrocedente(i) in categoria inferiore

Tutti i pari merito in cui non si doveva attribuire un titolo sportivo non sono da regolarsi con la differenza reti generale ovvero: tutte le altre squadre a pari punti vanno considerate classificate a pari merito con la posizione di classifica più alta senza considerare la differenza reti anche se i giornali la prendono in considerazione e la evidenziano.